# WMF-Club
Der WMF-Club war von 1991 bis 2010 ein Techno-Club in Berlin. Der Club wechselte insgesamt zwischen acht Standorten und brachte so immer wieder das Prinzip der Zwischennutzung zur Anwendung, was half, die Mieten gering zu halten, da man sonst auch für die Erhaltung eines Gebäudes hätte aufkommen müssen.

## Geschichte und Gründung

### Namensgebung
Der Name leitet sich von der Württembergischen Metallwarenfabrik ab. Ein leerstehendes Gebäude der WMF diente dem Club als Gründungsstätte in Berlin.

### Geschichte
1991 besetzten Musikaktivisten das alte Stammhaus der WMF in der Leipziger Straße und begannen dort die ersten illegalen Partys zu veranstalten. Schnell musste die Bewegung aufgrund von Problemen mit den Behörden in den Untergrund verschwinden. Bis zur Gründung einer betreibenden Firma und der damit einhergehenden Veröffentlichung des WMF’s wurden alte unterirdische Toilettenanlagen, gelegen im Mauerstreifen am Potsdamer Platz, als Veranstaltungsort genutzt. Eine ehemalige Fabrikhalle in der Nähe des Hackeschen Markts wurden der nächste Veranstaltungsort des Clubs. Aus finanzieller Knappheit heraus funktionierten die Betreiber hier Einrichtungsgegenstände aus der ehemaligen Stasi-Überwachungszentrale zum Club-Interieur um, laut tip „eine Entscheidung, die stilprägend für die Berliner Clublandschaft werden sollte.“
In 19 Jahren wechselte der Club insgesamt acht Mal seine Räumlichkeit. Im März 2010 zog der Vermieter der Location die Schuldenbremse und der Club musste geschlossen werden. Die Betreiberfirma, die Abbey Road GmbH, meldete anschließend Insolvenz an und der WMF-Club fand ein schnelles Ende.

### Gründungsmitglieder
Gerriet Schultz, Thomas Prilop und Martin Dobbeck sind die Gründungsmitglieder der Betreiberfirma "Abbey Road GmbH".

### Veranstaltungsorte
- Leipziger Straße 112, WMF-Haus
- Potsdamer Platz, Unterirdische Toilettenanlage,
- Burgstraße 28
- Johannisstraße 20–21, Ehemaliges Gästehaus des DDR-Ministerrates
- Ziegelstraße 22, ehemalige Pakethalle
- Karl-Marx-Allee 34, Café Moskau
- Littenstraße 109, GASAG-Geschäftshaus
- Klosterstraße 44, ehemaliges Fernmeldeamt

## Veranstaltungen und Künstler
Die Veranstaltungsreihen des WMF-Clubs waren breit gefächert und erstreckten sich von Drum'n'Bass-Abenden oder House-Partys hin zu Jazz-Abenden. Auch externe Partyveranstalter organisierten wiederkehrende Formate wie den „GMF“-Abend (wobei das „G“ für „Gay“ steht) oder die Nu-Jazz-Veranstaltung „Kaleidoskop“.
Im WMF spielten Liveacts und DJs sowie Künstler von Labels wie:
Labels:
- Komfort.Labor
- ~scape
- Ocean Club
- Sonar Kollektiv

Künstler:
- Mitja Prinz
- Nikakoi
- Kotai
- Mitte Karaoke
- The Modernist
- Kit Clayton
- Highfish & Diringer
- hard:edged
- Dean Dawson
- Paul van Dyk
- Westbam
- Timo Replay
- Aj Skillz
- DJ C-Juice